# Гуго де Бошан (шериф)
Гуго (Хью) де Бошан (англ. Hugh de Beauchamp; умер около 1114 или 1118) — англо-нормандский аристократ, феодальный барон Бедфорд, шериф Бедфордшир или Бакингемшира между 1070 и 1089 годами, шериф Бакингемшира в 1087 году.
Гуго получил владения, возможно, благодаря браку с вероятной наследницей Ральфа де Тайбуа, кастеляна Бедфордского замка и шерифа Бедфордшира, став крупнейшим землевладельцем в Бедфордшире, а также унаследовав должность шерифа. Своё положение он сохранил и во время правления Вильгельма II Рыжего. Гуго стал родоначальником рода Бошанов из Бедфордшира, имевшего заметное влияние в графстве, однако лишь изредка занимавшего видное положение на национальной арене.

## Происхождение
О происхождении Гуго достоверных сведений не существует. После нормандского завоевания в Англии существовало 3 рода Бошанов (Бошаны из Вустершира, Бошаны из Сомерсета и Бошаны из Бедфордшира). Не исключено, что они имели общее происхождение, однако не существует каких-то доказательств того, что у этих семей был общий предок. Вероятно, что их родовое прозвание, Бошан (от фр. beau champ — «красивое поле»), произошло от названия владений предков в Нормандии. В латинских источниках представители Бошанов указывались с родовым прозванием «Белло-кампо» (de Bello campo) от латинского названия фамилии (лат. campus bellus). Джон Гораций Раунд предполагал, что Бошаны происходили из Кальвадоса.

## Биография
Впервые имя Гуго де Бошана появляется в «Книге Страшного суда» (1086 год), где он показан землевладельцем в нескольких графствах. Основные его владения располагались в Бедфордшире, где у Гуго было 40 поместий, в которых он был главным арендатором и 19, где он был субарендатором. Также в его собственности находились некоторые поместья, располагавшиеся в Бакингемшире и Хартфордшире. Возможвно, что свои владения Гуго приобрёл посредством брака с Матильдой, которая, вероятно, была дочерью и наследницей Ральфа де Тайбуа, кастеляна Бедфордского замка и шерифа Бедфордшира, и Азелины, владевшей поместьями в Бедфордшире и Кембриджшире по собственному праву. Ядро владений Бошана составили земли, которыми до нормандского завоевания владел Эскил из Уэйра. При этом наследование Бошаном владений Ральфа де Тайбуа, умершего до 1086 года, пытался оспорить Гуго де Гранмениль. Размер владений Гуго в графстве составлял около 160 гайд, поэтому он уже к 1086 году крупнейшим землевладельцем в Бедфордшире. Кроме того, благодаря этому Гуго стал феодальным бароном Бедфорда, размер которой был 45 рыцарских фьефов. Также под управлением Гуго оказался англосаксонский замок в Бедфорде, на месте которого позже была построена нормандская цитадель. Вероятно, что он был ему пожалован Вильгельмом II Рыжим.
14 июля 1080 года Гуго в качестве шерифа засвидетельствовал хартию Вильгельма I Завоевателя об основании аббатства Лессей в Кане, однако неясно, шерифом какого графства он был — Бедфордшира или Бакингемшира. Мнения исследователей на этот счёт разделились. Юдит Грин считает, что Бошан был шерифом Бакингемшира. С ней соглашается Фрэнк Барлоу, считая при этом, что Гуго занимал должность и в начале правления Вильгельма II Рыжего. В то же время Кэтрин Китс-Роэн предполагает, что Бошан был шерифом Бедфордшира. Исследовательница предполагает, что он мог унаследовать должность тестя, Ральфа де Тайбуа, занимавшего эту должность, но умершего к 1086 году. В качестве шерифа Бакингемшира Гуго упоминается в двух хартиях Вильгельма II, датированных 1087 и 1087/1095 годами.
Точный год смерти Гуго неизвестен. Он точно дожил до правления Генриха I Боклерка, поскольку во время его правления Матильда Шотландская, жена короля, подарила Бошану поместье Стенбридж, что могло произойти только между 1100 и 1118 годами. Также в марте 1101 года Гуго был поручителем Генриха I в договоре с графом Фландрии Робертом II. Историк И. Сандерс предполагает, что Бошан умер около 1114 года, а автор статьи о роде Бошанов в «Оксфордской национальной биографической энциклопедии» относит смерть Гуго к 1118 году.
Наследовал Гуго его старший сын, Симон I де Бошан. Представители основанного им рода имели заметное влияние в графстве, однако лишь изредка занимали видное положение на национальной арене.

## Брак и дети
Жена: Матильда, вероятно, дочь Ральфа де Тайбуа, кастеляна Бедфордского замка и шерифа Бедфордшира, и Азелины. Дети:
- Симон I де Бошан (умер до 1137 года), феодальный барон Бедфорд[6].
- Роберт де Бошан[6].